# Scaptodrosophila oweni
Scaptodrosophila oweni är en tvåvingeart som först beskrevs av Bock och Michael J. Parsons 1978.  Scaptodrosophila oweni ingår i släktet Scaptodrosophila och familjen daggflugor. Inga underarter finns listade i Catalogue of Life.